# Arico
Arico è un comune spagnolo situato nella comunità autonoma delle Canarie. 
Ad Arico è situato il Faro di Punta Abona.

## Galleria d'immagini

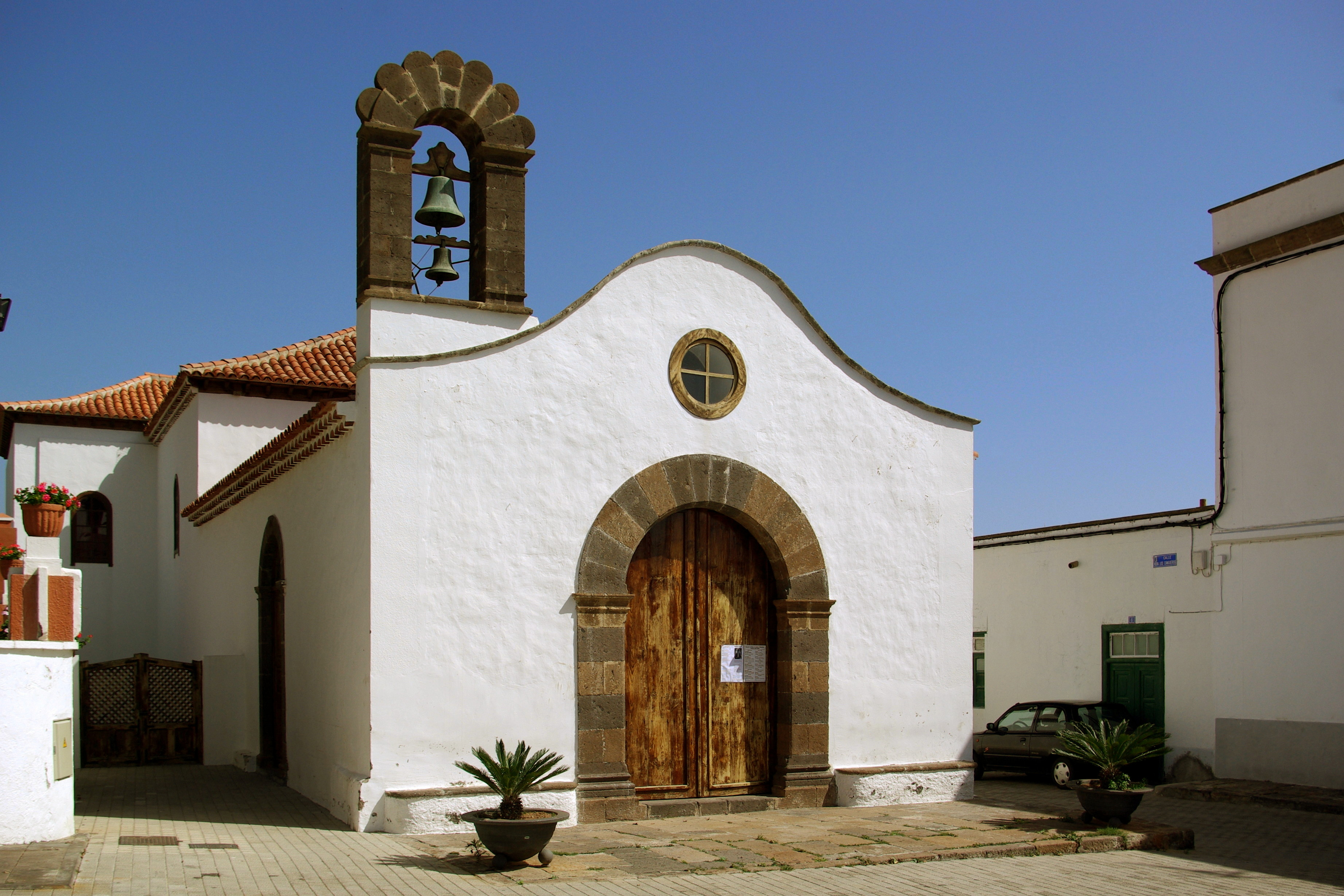
Arico el Nuevo
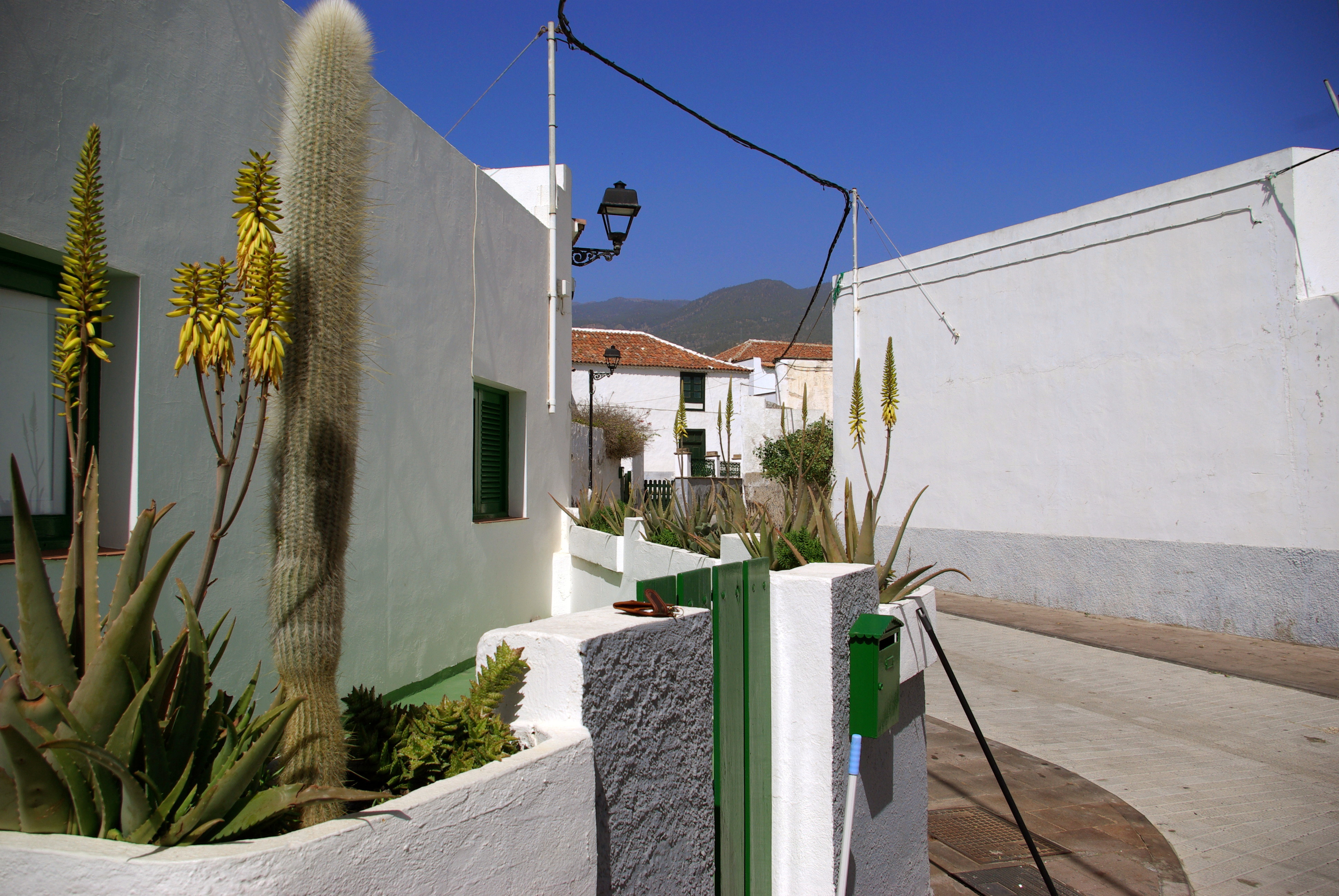
Arico el Nuevo